# Monciîn, Pohrebîșce
Monciîn (în ucraineană Мончин) este localitatea de reședință a comunei Monciîn din raionul Pohrebîșce, regiunea Vinnița, Ucraina.

## Demografie
Componența lingvistică a localității Monciîn
     Ucraineană (98,36%)
     Alte limbi (1,65%)
Conform recensământului din 2001, majoritatea populației localității Monciîn era vorbitoare de ucraineană (98,36%), existând în minoritate și vorbitori de alte limbi.

## Legături externe
- pl Mączyn, wieś nad strumieniem Olszanką, powiat berdyczowski în Dicționarul geografic al Regatului Poloniei și al altor țări slave, volum VI (Malczyce — Netreba) 1885